# علی-موراتلی
علی‌مرادلی (به لاتین: Əlimuradlı) یک منطقهٔ مسکونی در جمهوری آذربایجان است که در شهرستان صابرآباد واقع شده‌است.